# Log, Sevnica
Log este o localitate din comuna Sevnica, Slovenia, cu o populație de 288 de locuitori.